# Чемпионат Украины по греко-римской борьбе 2022
Чемпионат Украины по греко-римской борьбе 2022 года (укр. Чемпіонат України з греко-римської боротьби 2022) проходил в Черкассах с 26 по 27 ноября.

## Медалисты
| Категория | Золото                                   | Серебро                                | Бронза                                                                             |
| --------- | ---------------------------------------- | -------------------------------------- | ---------------------------------------------------------------------------------- |
| до 55 кг  | Вячеслав Байрактар (Одесская область)    | Богдан Гришин (Одесская область)       | Николай Гавричкин (Киев) Корюн Саградян (Винницкая область)                        |
| до 60 кг  | Виктор Петрик (Киевская область)         | Дмитрий Цимбалюк (Одесская область)    | Андрей Семенчук (Ровенская область) Владислав Кузько (Запорожская область)         |
| до 63 кг  | Алексей Масик (Запорожская область)      | Александр Грушин (Киевская область)    | Александр Деркач (Запорожская область) Ленур Темиров (Полтавская область)          |
| до 67 кг  | Парвиз Насибов (Запорожская область)     | Артур Политаев (Киевская область)      | Дмитрий Мирошник (Запорожская область) Максим Евтушенко (Донецкая область)         |
| до 72 кг  | Андрей Кулик (Харьковская область)       | Владислав Евтушенко (Донецкая область) | Артем Заморьский (Винницкая область) Эрик Мелик-Казарян (Киев)                     |
| до 77 кг  | Сергей Козуб (Закарпатская область)      | Дмитрий Пышков (Полтавская область)    | Владимир Яковлев (Днепропетровская область) Никита Политаев (Киев)                 |
| до 82 кг  | Дмитрий Гардубей (Закарпатская область)  | Руслан Абдиев (Харьковская область)    | Александр Примаченко (Черкасская область) Илья Борисов (Харьковская область)       |
| до 87 кг  | Жан Беленюк (Полтавская область)         | Артем Матяш (Запорожская область)      | Руслан Магомедов (Одесская область) Ярослав Фильчаков (Харьковская область)        |
| до 97 кг  | Владлен Козлюк (Одесская область)        | Евгений Савета (Полтавская область)    | Александр Евдокимов (Запорожская область) Сергей Омелин (Днепропетровская область) |
| до 130 кг | Михаил Вишнивецкий (Харьковская область) | Александр Чернецкий (Донецкая область) | Владислав Вороний (Днепропетровская область) Артур Бойчук (Ровенская область)      |